# 아욱토리타스

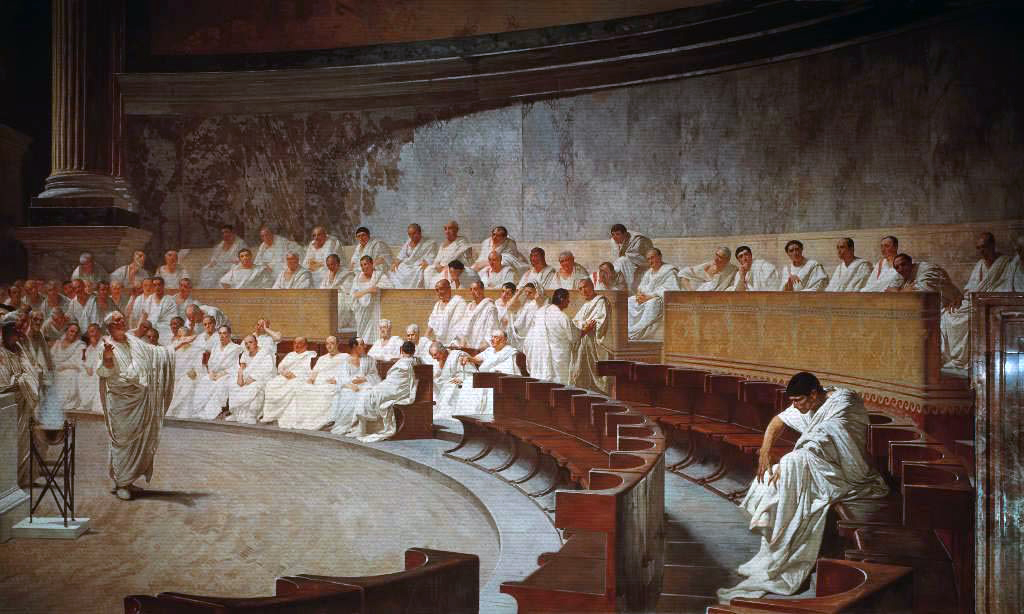
로마 원로원의 개회에 대한 묘사: 카탈리나를 고발하는 키케로 (19세기 프레스코화

아욱토리타스(Auctoritas)는 고대 로마 사회에서 한 사람이 지닌 권위의 종합적 수준을 나타내며, 이에 따라 의견에 대한 지지를 집결시킬 수 있는 영향력, 명망, 능력 등을 가리킨다. 아욱토리타스는 단순히 정치적인 것만을 의미하지 않으며, 영적인 내용도 있고 로마의 영웅적 인물들의 신비로운 통솔력을 상징하기도 하였다.
귀족 여성들 역시도 어느 정도의 아욱토리타스를 갖고 있었다. 예시로 율리우스-클라우디우스 왕조의 아내들, 자매들, 어머니들은 사회, 군중, 정치 조직에 막대한 영향력을 갖고 있었다. 이들의 아욱토리타스는 로마의 사회 규범 때문에 남성들보다는 공공연하게는 덜 행사했으나, 그럼에도 강력하기는 했다.

## 어원과 기원
프랑스 언어학자 에밀 뱅베니스트에 의하면, '아욱토르'(auctor, 저자로서의 의미도 내포)는 라틴어 '아우게오' (augeō, "늘리다", "증가시키다", "풍부하게 하다")에서 비롯했다고 한다. 아욱토르는 "is qui auget", 법령 또는 또다른 법률적 상황을 증가시키는 자를 뜻한다. 주장된 바에 의하면, 뱅베니스트는 라틴어 아욱토리타스가 권위적인 위치에서 발생하는 개인적 권력의 개념이 아닌 신성한 권력의 개념에 기반하고 있다는 점을 옹호하였다.
아욱토르의 '저자'로서의 개념은 설립자 혹은 누군가는 경작자라고 하는 것에서 비롯했다. 비슷하게 아욱토리타스는 소유권 문제에 있어서 대량으로 생산되기보다는 '후원을 받거나' 획득'되었다라는 점이 강조된 누군가가 생산해낸, 정당한 소유권을 가리킨다. 예시로 이 의미의 아욱토리타스는 부당하게 얻은 소유권이나 버려진 소유권을 취득함으로써 행사된다.

## 고대 로마에서의 정치적 의미
정치적으로, 로마 원로원의 권위 (auctoritas patrum)는 '아욱토리타스'와 연관되어 있으며, 정무관이나 플레브스들이 지녔던 포데스타스나 임페리움과는 혼동해서는 안 된다. 이 맥락에서, 아욱토리타스는 어떤 법률을 인가할 수 있는 사법적 권한으로 정의될 수 있을 것이다.
19세기 고전학자 테오도어 몸젠은 아욱토리타스의 권력을 '조언 이상이고 명령보다는 아래인, 무시할 수 없는 조언'이라 묘사하였다. 키케로는 권력과 권위에 대해 이렇게 말하였다, "Cum potestas in populo auctoritas in senatu sit." ("권력이란 사람들 속에 있는 반면에, 권위는 원로원과 같이 있다.")
사적 영역에서, 보호 아래에 있던 여성들이나 미성년자들은 특정 행위를 위해서는 유사하게 자신들의 '교사들'(보호자들)의 승인을 얻어야하는 의무가 있었다. 따라서, 아욱토리타스는 'auctor'(인가자)의 특성을 나타내며 로마의 가부(pater familias) 같은 경우에는 먼저 앞서서 아들의 혼인을 인가하였다. 이 방식에서, 아욱토리타스는 예를 들어 학술적 권위와 같은 일종의 '수동적인 조언'의 역할을 하였을 것이다.

### 아욱토리타스 프린키피스
공화정이 무너지고 나서, 제정 시대 기간에, 로마 황제는 프린켑스 (로마의 "제1시민")이라는 지위 그리고 군사, 사법, 행정적 권한을 가진 임페리움과 포테스타스가 결합된 '아욱토리타스 프린키피스'(auctoritas principis', 도덕 권위)를 지녔었다. 즉, 권력 분리, 일부 시민권, 헌법주의, 성문화된 법치 국가, 법률에 대한 존중 개념에 대해 애매모호했음을 나타낸다.

## 중세
아욱토리타스의 개념은 교황의 세속적 권력을 지키기 위하여 중세 때 교황령 측에서 종종 적용시켰다. 인노첸시오 3세는 가장 유명하게 왕들을 폐위시키고 교황의 신권 정치를 이루기 위해 아욱토리타스를 적용하였다.